# Wojski
Wojski (latinsky tribunus) byl ve středověkém Polsku nejprve nižším vojenským úředníkem a v pozdějších dobách jedním ze zemských úředníků. Jeho hlavním úkolem bylo vojensky spravovat sídlo nebo okres či vojvodství, a to především v době války.